# V.League Top Match 2007 (maschile)
Il V.League Top Match 2007 si è svolto dal 21 al 22 aprile 2007: al torneo hanno partecipato due squadre di club giapponesi e due squadre di club sudcoreane; la vittoria finale è andata per la prima volta agli Hyundai Skywalkers.

## Regolamento
La competizione prevede che vi prendano parte 4 squadre: 2 provenienti dalla V-League sudcoreana e due provenienti dalla V.Premier League giapponese. È previsto un round-robin nel quale però non si scontrano le formazioni provenienti dallo stesso campionato. Ogni vittoria vale un punto. Vince la squadra che ottiene più vittorie, ma, in caso di arrivo a pari punti, viene preso in considerazione prima il quoziente punti e poi, eventualmente, il quoziente set.

## Partecipanti
- Samsung Bluefangs
- Hyundai Skywalkers
- Suntory Sunbirds
- Toray Arrows

## Torneo

### Risultati
| 21 aprile 2007 Olympic Gymnastics Arena, Seul Durata: 1h:14 - Spettatori: 1 600 | Samsung Bluefangs  | 3 - 0 | Suntory Sunbirds | 25-23, 26-24, 29-27        |
| 21 aprile 2007 Olympic Gymnastics Arena, Seul Durata: 1h:05 - Spettatori: 1 600 | Hyundai Skywalkers | 3 - 0 | Toray Arrows     | 25-16, 25-23, 25-19        |
| 22 aprile 2007 Olympic Gymnastics Arena, Seul Durata: 1h:28 - Spettatori: 2 750 | Hyundai Skywalkers | 3 - 1 | Suntory Sunbirds | 25-20, 25-18, 23-25, 25-17 |
| 22 aprile 2007 Olympic Gymnastics Arena, Seul Durata: 1h:29 - Spettatori: 1 800 | Samsung Bluefangs  | 3 - 1 | Toray Arrows     | 25-20, 25-16, 24-26, 25-21 |

### Classifica
| Pos. | Squadra            | Pt | G | V | P | SV | SP | Ratio | PF  | PS  | Ratio |
| ---- | ------------------ | -- | - | - | - | -- | -- | ----- | --- | --- | ----- |
| 1.   | Hyundai Skywalkers | 2  | 2 | 2 | 0 | 6  | 1  | 6.000 | 173 | 138 | 1.253 |
| 2.   | Samsung Bluefangs  | 1  | 2 | 2 | 0 | 6  | 1  | 6.000 | 179 | 157 | 1.140 |
| 3.   | Suntory Sunbirds   | 1  | 2 | 0 | 2 | 1  | 6  | 0.166 | 154 | 178 | 0.865 |
| 4.   | Toray Arrows       | 0  | 2 | 0 | 2 | 1  | 6  | 0.166 | 141 | 174 | 0.810 |